# Guerra e Liberdade, Castro Alves em São Paulo
Pour plus de détails, voir Fiche technique et Distribution.
Guerra e Liberdade - Castro Alves em São Paulo est un film brésilien réalisé par Nelson Pereira dos Santos, sorti en 1998.

## Synopsis
Le film est une biographie du grand poète et dramaturge brésilien du XIXe siècle Castro Alves, mort à 24 ans de la tuberculose, et qui vécut une histoire d'amour tumultueuse avec Eugénia Câmara.

## Fiche technique
- Titre français : Guerra e Liberdade - Castro Alves em São Paulo
- Réalisation : Nelson Pereira dos Santos
- Scénario : Nelson Pereira dos Santos
- Pays d'origine : Brésil
- Format : Couleurs - 35 mm - Stéréo
- Genre : drame
- Date de sortie : 1998

## Distribution
- Maria de Medeiros : Eugénia Câmara